# とびだせ!!ターパン
『とびだせ!!ターパン』は、やまにのぼるによる日本の漫画作品。『コミックボンボン』（講談社）にて、2004年2月号に掲載後、同年9月号から2007年12月号まで連載された。南の島で暮らす少年・ターパンを描いた物語。

## 登場人物
ターパン
人間。驚異的な身体能力を持ち、いつも下品な行動をとる。コマの後ろのほうでよく何かをしている。
モンチー
それ以上でもそれ以下でもない猿。かなりの変態で、よくエミリにちょっかいを出すが必ず酷い目にあう。
エミリ
バナナ島に流れ着いた女の子。金髪。主にツッコミ役。モンチーによく嫌がらせをされるが、とても凶暴なのでモンチーのほうが酷い目にあう。
長老タマ
全身毛だらけの生物だが、実はパンダ。自称長老。この人も下品な言動をするが、ターパン、モンチーに比べると正常。
シルバー
銀色の鬣を持つゴリラ。エミリに求愛をしている。第一話から登場したが、ターパンの巨大ウンコによって「ウンコ太郎」呼ばわりされることになってしまった。
ハルナ
ターパンのことが大好きである象。エミリを目の敵にしている。ターパンのことを思うと妄想するので頭の中はいつもピンク色。
テイク
ターパンの友達であるカンガルーの子ども。遊ぶのが好きだが、毒舌も吐く。
テイクママ
テイクのママ。サングラスをかけており、鬼ババアと言われるとキレる。かなりの親バカ。
スネーク
ターパンをウンコボーイと呼ぶペンギン。ターパンがペンギン王国を恐怖のどん底に叩き落としたと考えており、ターパンを倒そうとしているものの、結局失敗に終わっている。階級は大佐で、3人の部下がいる。
エミリのパパ
最終話に登場したエミリの父親。飛行機に乗って行方不明になったエミリを捜索中にバナナ島に不時着した。エミリからは死んだものと思われていたが誤解が解け、妹が生まれたことを報告した。ターパン達と別れのあいさつを言った後、エミリと共に帰路に着こうとしたが、ターパンの起こした津波によって飛行機が大破しなし崩しにバナナ島で過ごすことになった。

## 書誌情報
- やまにのぼる『とびだせ!!ターパン』講談社〈KCデラックス〉、全4巻
  1. 2005年10月6日発売[1]、ISBN 978-4-06-372075-4
  2. 2005年10月6日発売[3]、ISBN 978-4-06-372076-1
  3. 2006年4月28日発売[4]、ISBN 978-4-06-372147-8
  4. 2008年1月17日発売[2]、ISBN 978-4-06-375432-2